# Фетисов, Егор Сергеевич
Егор Сергеевич Фетисов (род. 2 июля 1977, Санкт-Петербург) — русский писатель, переводчик, литературный критик. Член Союза писателей Санкт-Петербурга.
Автор романов «Ковчег», «Пустота Волопаса», детских книг «Пиратский отпуск без мамы», «Мадс и Митя» и др.

## Биография
Родился в 1977 году в Санкт-Петербурге. В 1999 году окончил филологический факультет Санкт-Петербургского государственного университета. С 1998 по 2009 гг. преподавал немецкий язык в Санкт-Петербургской консерватории им. Н. А. Римского-Корсакова. В 2013 году переехал с семьей в Копенгаген. С 2015 года работает редактором в литературном журнале «Новый Берег» и переводит современную датскую прозу на русский язык. В 2020 году выпустил крупнейшую антологию современной датской прозы на русском языке «Темная сторона хюгге». Роман Шарлотты Вайце «Гарцская канарейка» в переводе Фетисова получил первую премию на конкурсе «Читающий Петербург» (2020). Вместе с московским поэтом Михаилом Квадратовым пишет рецензии на современную русскую прозу в проекте журнала «Формаслов» «Буквенный сок», а также литературно-критические статьи для журналов «Лиterraтура» и «Новый Берег». В 2019 и 2020 гг. член жюри литературной премии «Антоновка».

## Творчество
Дебютировал как поэт. Участник литературного объединения Галины Гампер с момента его основания в 2002 году. Стихи публиковались в журналах «Арион», «Знамя» , «Урал», «Нева» и др. Пишет философскую прозу с символистским подтекстом и книги для детей и подростков. Роман «Ковчег» входил в лонг-листы премий «Национальный бестселлер» (2017) и «Ясная Поляна» (2018). В 2020 году роман Ковчег переведён на датский язык. Короткая проза печаталась в литературных журналах «Новый мир», «Октябрь», «Волга», «Дружба народов», «Нева», «Homo Legens», «Лиterraтура», «Формаслов» и др. Дипломант Международного Волошинского конкурса в номинации «малая художественная проза» (2018).

## Статьи
Готфрид Бенн. В сб.: Литературный процесс в Германии первой половины XX века. М.: ИМЛИ РАН, 2015. 736 с. ISBN 978-5-9208-0469-3

## Награды и премии
2017 год. «Ковчег» — премия «Национальный бестселлер», лонг-лист
2018 год. «Ковчег» — премия «Ясная Поляна», лонг-лист
2018 год. «Жизнь, занесённая песком» — диплом Международного Волошинского конкурса в номинации «малая художественная проза»
2020 год. Перевод романа Шарлотты Вайце «Гарцская канарейка» — первая премия на конкурсе «Читающий Петербург»
2022 год. «Пустота Волопаса» — премия «Национальный бестселлер», лонг-лист
2024 год. «Медвежье кольцо» (рукопись) — «Русская премия», шорт-лист